# El gran amor de Bécquer
El gran amor de Bécquer es una película de Argentina en blanco y negro dirigida por Alberto de Zavalía según el guion de María Teresa León y Rafael Alberti que se estrenó el 8 de octubre de 1946 y que tuvo como protagonistas a Delia Garcés, Esteban Serrador y Susana Freyre. Los guionistas eran una pareja de poetas españoles exiliados en Argentina a raíz de la guerra civil española.

## Sinopsis
El supuesto romance descontrolado entre una jovencita obligada a casarse con otro y el poeta Gustavo Adolfo Bécquer.

## Reparto
- Delia Garcés ... Julia Espín
- Esteban Serrador ... Gustavo Adolfo Bécquer
- Susana Freyre ... Blanca Espín
- Josefina Díaz ... tía Dolores
- Pedro Codina ... Señor Espín, padre de Julia
- Andrés Mejuto ... Capitán Alfonso de Orellana
- Domingo Márquez ... Lorenzo Zamora
- Vicente Ariño
- Juan Serrador ... Valeriano Bécquer
- Alberto Contreras (hijo)
- Herminia Mas ... Petra
- Julia Sandoval ... dama
- Julián Bourges ... profesor francés de baile

## Comentarios
Manrupe y Portela dicen que en el filme hay poesía, almidón y almíbar. Por su parte en su crónica escribió Calki:

”Romance platónico y rimas…En cuanto a Esteban Serrador, hace un retrato de la identidad externa y se mueve y dice con soltura pero no le comunicó sensibilidad ni color humano…Un diálogo fino ajustada a la fina personalidad del famoso poeta da jerarquía literaria al libreto.”